# Судзука (писта)
Сузука е писта за провеждане на автомобилни и мотоциклетни състезания в град Судзука, Япония, управлявана от Mobilityland Corporation, филиал на Хонда.

## Характеристика
Сузука е една от малкото писти която притежава формата на осмица затова е и една от най-красивите в света.
Дължината ѝ е 5807 м и има 17 завоя. Най-бързата обиколка е дело на Кими Райконен с Макларън-Мерцедес – 1.31.540 м., поставена през 2005 година. „Судзука“ е много опасна и технична писта с голям брой трибуни за публиката. Тя е голямо събитие в света на моторните спортове и Формула 1 от 1987 година насам. Тогава японското състезание е върнато в календара на Формула 1, заради завръщането на Хонда в спорта, като доставчик на двигатели за отбора на Уилямс. „Судзука“ е под формата на числото 8 и има множество бързи и бавни завои. Обичана е от всички пилоти макар изпреварването да е невъзможно, заради стесняването на шиканите преди бокса през 1991 г.
През 1987 г. състезанието ще се запомни с катастрофата на Найджъл Менсъл на тренировката, която го лиши и от тилтата. През 1988 г. Аертон Сена и Ален Прост се борят тук за първото място. В крайна сметка бразилецът печели, въпреки лошият старт. На следващата година, той се блъска в съотборника си от Макларън Ален Прост докато се борят отново за победата. И макар Сена да печели отново, след края на състезанието, стюардите го дисквалифицират и връчват победата на пилота на Бенетон Алесандро Нанини.
През 1990 г. Прост и Сена отново се надпреварват бясно един с друг, но вече са в различни отбори. Сена с Макларън натиска газта и още на първия завой след старта се блъска в Прост (Ферари). Сена печели титлата, като по-късно разкрива, че нарочно е предизвикал инцидент, за да извади от строя колата на Прост. Рикардо Патрезе печели тук последната си победа през 1992 г., след напускането на Найджъл Менсъл. Сена печели отново през 1993 г. Малко след победата той влиза във вестниците с това, че е ударил младока Еди Ървайн заради спор на пистата. Състезанието през 1994 г. е уникално. Дъждът връхлита рязко и след редица катастрофи, колите са спрени. След повторния старт, Деймън Хил успява да изпревари Михаел Шумахер и да вземе най-трудната си победа в кариерата.
Деймън Хил взима трудна победа, която му носи и титлата за 1996 г. Шумахер печели през 1997 г. Хакинен става първи през 1998 г. Тогава на това състезание се решава и титлата и точно както Деймън Хил две години по-рано, финландецът става шампион именно тук. Така стана и през 1999 г. 2000 г. бе ознаменувана от първата шампионска титла за Ферари от 1979 г. насам. Михаел Шумахер печели и става за трети път шампион. Заради доминацията на Ферари, през 2001 и 2002 г. състезанията на „Судзука“ имаха по-малко емоционален заряд, тъй като титлата бе спечелена далеч преди кръга в Япония. През 2003 г. Рубенс Барикело пресича финала първи и спомага за титлата на Ферари както и за шампионската титла на съотборника му Михаел Шумахер. През 2004 г. отново титлата бе спечелена преди „Судзука“, но Шумахер бе концентриран до последно и взе победата и в това състезание. Брат му Ралф Шумахер направи и най-доброто си състезание с БМВ-Уилямс, като завърши втори, а Дженсън Бътън с Хонда финишира на трето място.
Събитията от 2005 г. все още се помнят от мнозина, тъй като на „Судзука“ тогава се разиграва едно от най-интригуващите състезания. Започвайки от трета позиция, Джанкарло Фисикела бързо изпревари Ралф Шумахер и Дженсън Бътън и зае първа позиция. Кими Райконен започна от 17-о място, точно зад големия си съперник за титлата Фернандо Алонсо. Двамата показват способности в управлението на болидите си и до края на състезанието успяха да достигнат Фисикела, като Кими дори успя да го задмине и да вземе победата. След двегодишен ремонт пистата „Фуджи“ отново отвори врати през април 2005 г., и за първи път от 1977 година беше домакин на Голямата награда на Япония. Трасето е собственост на Тойота, а дългогодишния домакин на Гран при на Япония – „Судзука" се държи от Хонда. „Фуджи" се намира в подножието на планината Фуджи и от там идва и името ѝ. През 1976 година „Фуджи" е домакин на последното състезание за сезона във Формула 1. Претенденти за титлата са Ники Лауда (Ферари) и Джеймс Хънт (Макларън-Форд). Метеорологичните условия на трасето са ужасни, силен дъжд и мъгла. Лауда се отказва от участие, а Хънт се състезава, финишира трети и печели короната само с една точка преднина. Победата грабва Марио Андрети (Лотус-Форд). През 1977 г., Хънт печели на „Фуджи" последната си победа във Формула 1, но инцидент между Жил Вилньов и Рони Петерсон води до смъртта на двама зрители. Така пистата е извадена от календара за дълго време. Дизайнерът Херман Тилке помага на „Фуджи" да се върне в шампионата, след двегодишен ремонт започнал през 2003 г. Любопитен факт е, че „Фуджи" е първата писта в историята, която през 1982 година е качена на класическата видео игра „Pole Position" произведена от фирмата Namco.

## Победители във Формула 1
| Сезон | Пилот            | Конструктор       | Статистика |
| ----- | ---------------- | ----------------- | ---------- |
| 2013  | Себастиан Фетел  | Ред Бул-Рено      | Статистика |
| 2012  | Себастиан Фетел  | Ред Бул-Рено      | Статистика |
| 2011  | Дженсън Бътън    | Макларън-Мерцедес | Статистика |
| 2010  | Себастиан Фетел  | Ред Бул-Рено      | Статистика |
| 2009  | Себастиан Фетел  | Ред Бул-Рено      | Статистика |
| 2006  | Фернандо Алонсо  | Рено              | Статистика |
| 2005  | Кими Райконен    | Макларън-Мерцедес | Статистика |
| 2004  | Михаел Шумахер   | Ферари            | Статистика |
| 2003  | Рубенс Барикело  | Ферари            | Статистика |
| 2002  | Михаел Шумахер   | Ферари            | Статистика |
| 2001  | Михаел Шумахер   | Ферари            | Статистика |
| 2000  | Михаел Шумахер   | Ферари            | Статистика |
| 1999  | Мика Хакинен     | Макларън-Мерцедес | Статистика |
| 1998  | Мика Хакинен     | Макларън-Мерцедес | Статистика |
| 1997  | Михаел Шумахер   | Ферари            | Статистика |
| 1996  | Деймън Хил       | Уилямс-Рено       | Статистика |
| 1995  | Михаел Шумахер   | Бенетон-Рено      | Статистика |
| 1994  | Деймън Хил       | Уилямс-Рено       | Статистика |
| 1993  | Аертон Сена      | Макларън-Форд     | Статистика |
| 1992  | Рикардо Патрезе  | Уилямс-Рено       | Статистика |
| 1991  | Герхард Бергер   | Макларън-Хонда    | Статистика |
| 1990  | Нелсън Пикет     | Бенетон-Форд      | Статистика |
| 1989  | Алесандро Нанини | Бенетон-Форд      | Статистика |
| 1988  | Аертон Сена      | Макларън-Хонда    | Статистика |
| 1987  | Герхард Бергер   | Ферари            | Статистика |